# Igreja de Santa Nino

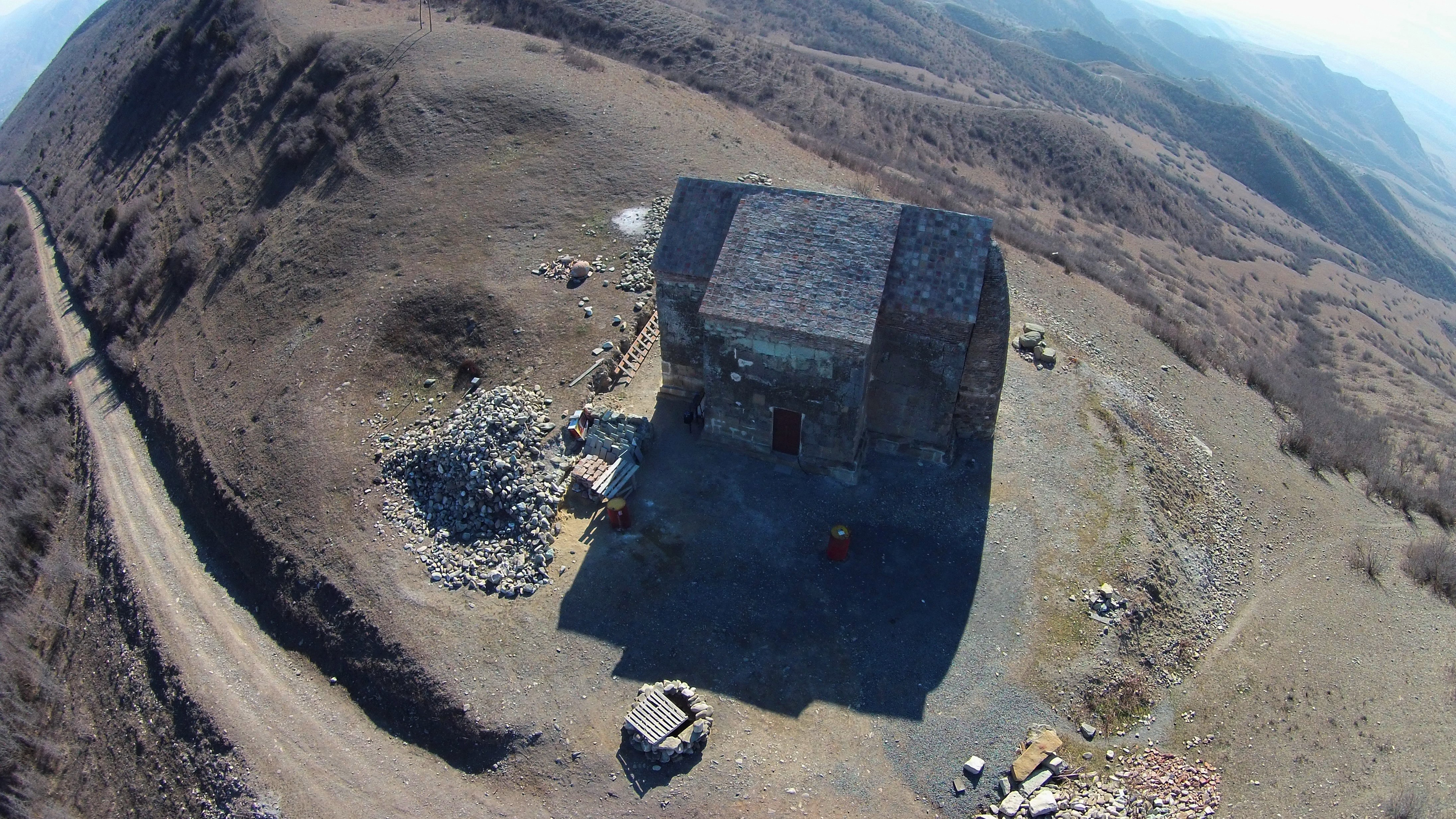
Igreja de Santa Nino

A igreja de Santa Nino de Agaiani (em georgiano:  აღაიანის ნინოწმინდის ეკლესია) é uma igreja ortodoxa medieval localizada no Monte Tecoti, 2 km a sudoeste da cidade de Agaiani no distrito de Caspi, Ibéria Interior, na Geórgia. Uma das três cruzes de madeira erguidas, segundo a tradição histórica, a pedido de Santa Nino para marcar a adoção do cristianismo pelo povo da Ibéria, é preservada nesta igreja. A estrutura atual é uma igreja-salão, o resultado da remodelação do século IX-X da antiga igreja em cruz inscrita. É considerada um monumento cultural da Geórgia.

## Localização
De acordo com a tradição medieval georgiana, foi nessa montanha que uma súbita escuridão envolveu {lknb|Meribanes|III}}, o rei pagão da Cártlia, e a luz não voltou até que ele invocou o "deus de Nino". Após a conversão de Mirian, Nino teve três cruzes de madeira erguidas. As cruzes estavam localizadas em Tecoti, Ujarma e Misqueta. Posteriormente, uma igreja foi construída lá.

## Arquitetura
O edifício existente, construído em pedra e tijolo, mede 8,48 × 4,18 m. Foi originalmente uma igreja em cruz inscrita construída nos séculos VII ou VIII. No século IX ou século X foi remodelada para uma igreja-salão: sua aparência em forma de cruz permaneceu assim como uma abside semicircular e a ala oeste, mas a cúpula foi substituída por uma abóbada de berço apoiada por cinco arcos e as asas norte e sul foram construídas. As entradas são para o norte e oeste. O interior é iluminado com duas janelas, uma na abside e outra na parede sul. Um contraforte arqueado foi anexado à fachada sul no século XVI. A igreja foi reparada em 2007.
As paredes do santuário contêm fragmentos sobreviventes de afrescos e inscrições. As pinturas são estilisticamente datadas no final do século X ou no início do século XI. Na fachada leste, uma pedra angular do arco da janela representa três cruzes esculpidas. A fachada sul tem uma inscrição na escrita medieval asomtavruli, disposta em três linhas.

## Galeria

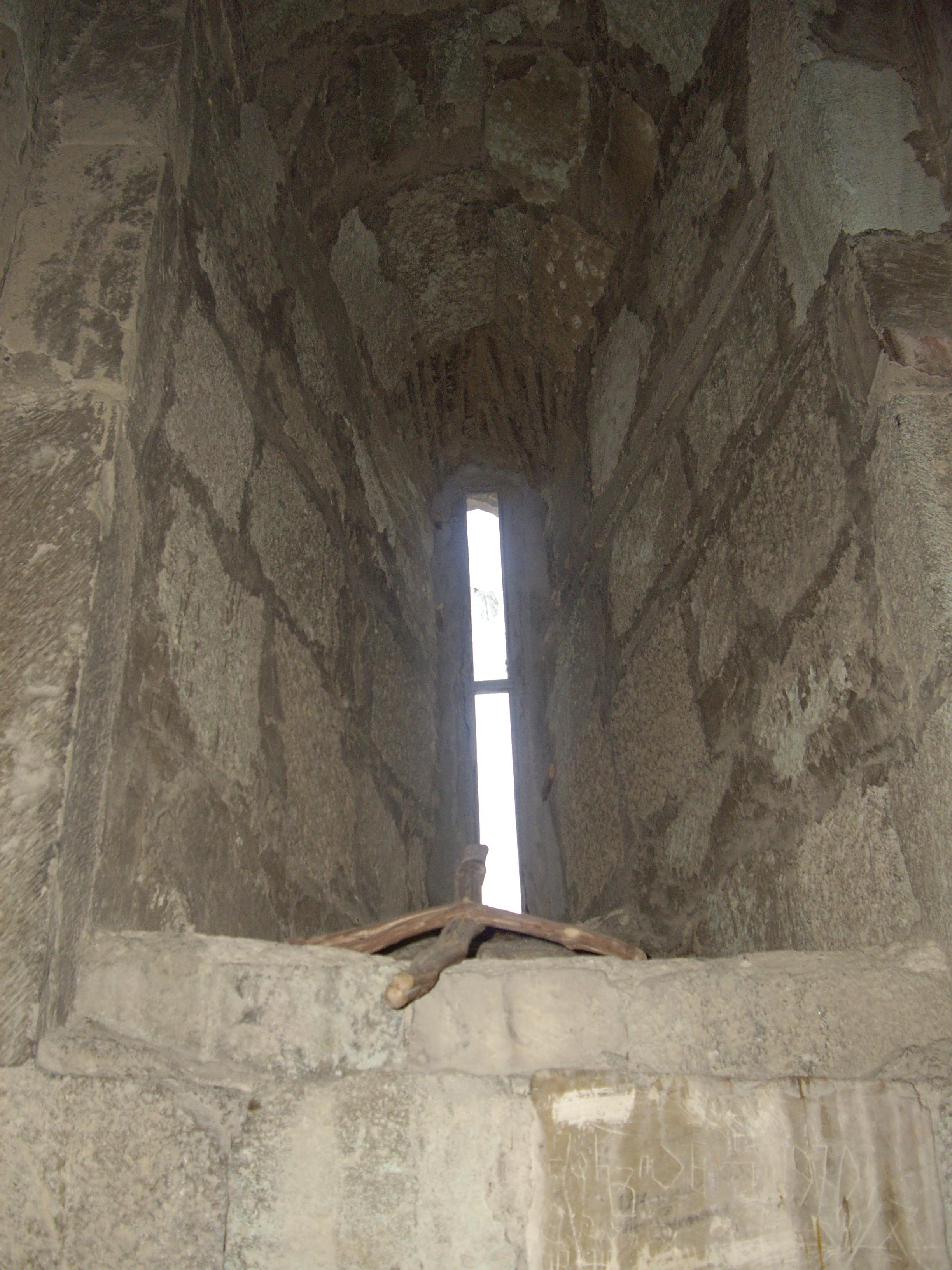
Interior da igreja
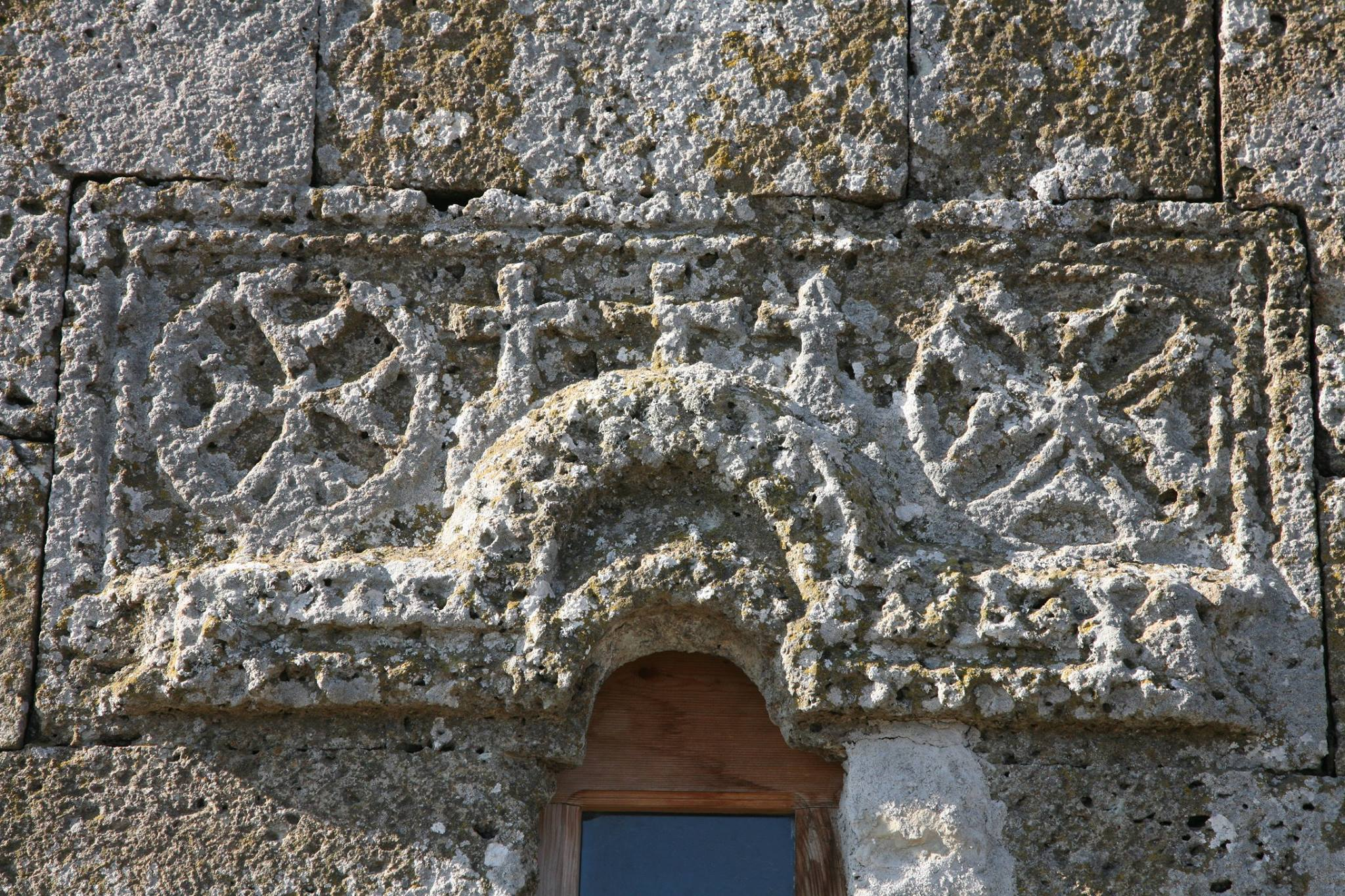
Janela com três cruzes
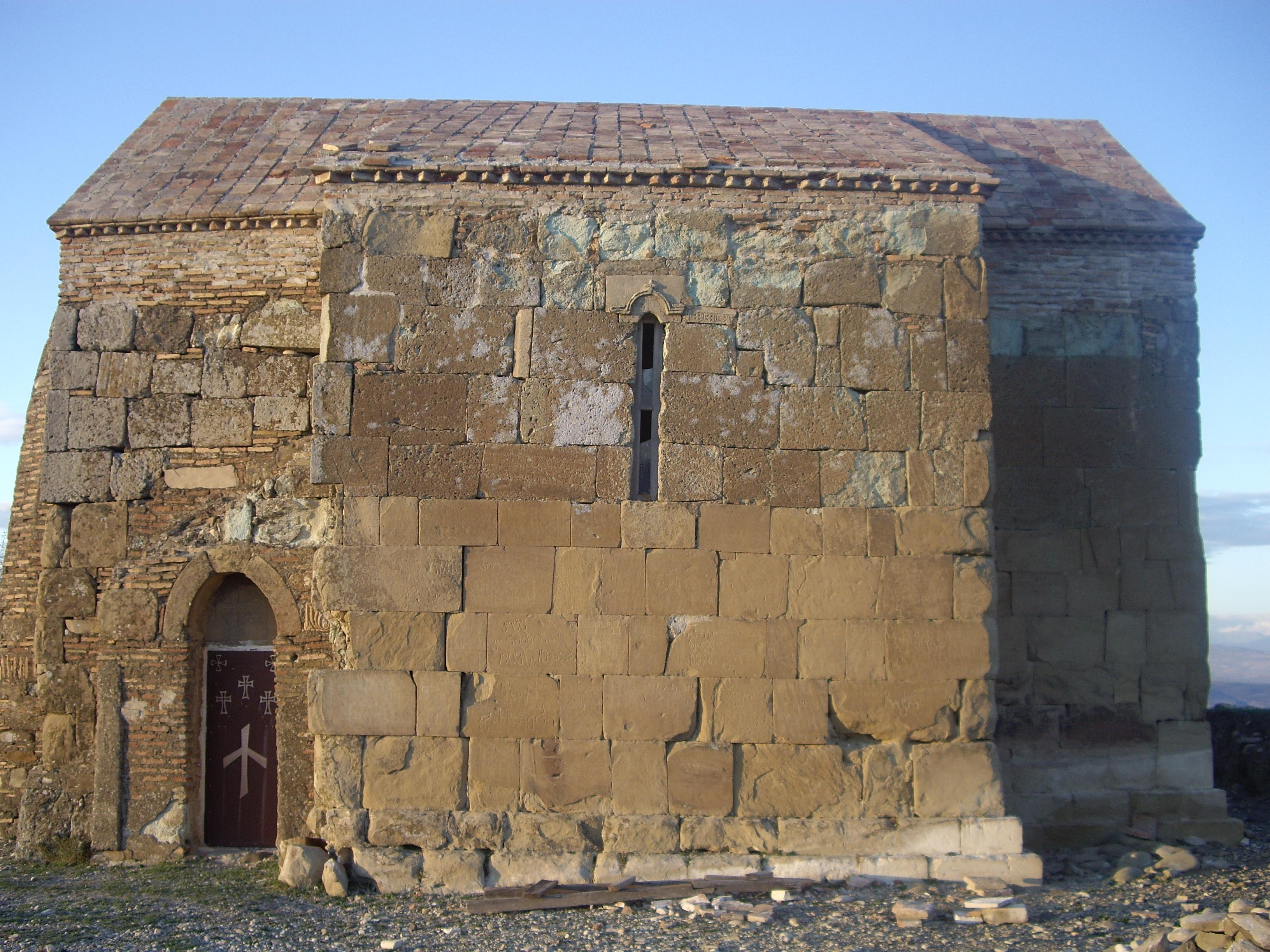
Fachada sul da igreja.